# Bauxite, Arkansas
Bauxite, Arkansas (енгл. Bauxite) град је у америчкој савезној држави Арканзас.

## Демографија
По попису из 2010. године број становника је 487, што је 55 (12,7%) становника више него 2000. године.
| Група             | 2000.       | 2010.       |
| Белци             | 412 (95,4%) | 460 (94,5%) |
| Афроамериканци    | 0 (0,0%)    | 9 (1,8%)    |
| Азијати           | 1 (0,2%)    | 0 (0,0%)    |
| Хиспаноамериканци | 10 (2,3%)   | 10 (2,1%)   |
| Укупно            | 432         | 487         |